# بناب (مقاطعة فيروزآباد)
بناب (بالفارسية: بناب) هي قرية تقع في قسم دادنجان الريفي في إيران.